# Калліопа (інструмент)

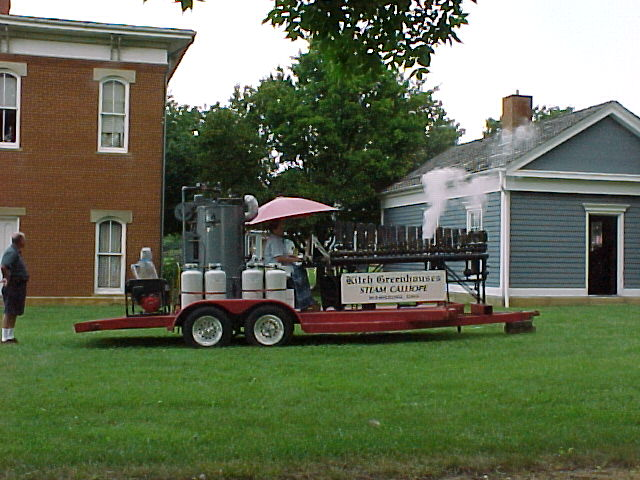
Калліопа в музеї Історичного товариства Огайо

Калліопа — паровий орган, який використовує локомотивні або пароплавні гудки. Назва інструменту надана за ім'ям давньогрецької музи Калліопа.

## Будова

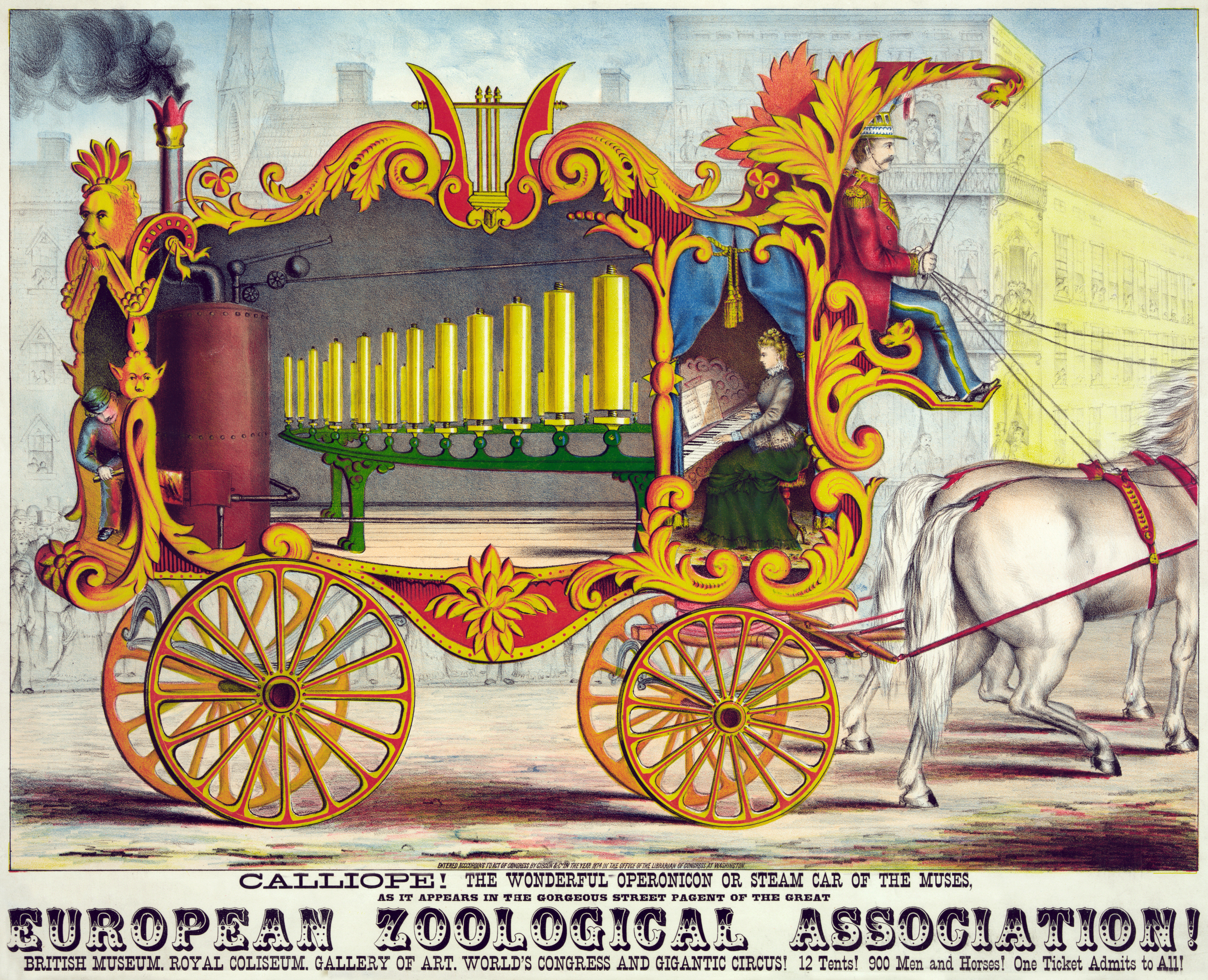
Афіша із зображенням Калліопи, 1874 рік

Відрізняється гучним, пронизливим звуком і не дозволяє регулювати гучність — тільки висоту і тривалість. Типовий інструмент включає 32 гудка, на окремих інструментах їх число могло доходити до 67. Конструкція пристрою, для вилучення звуків, являє собою  орган з діапазоном кілька октав, в звукові трубки якого, за допомогою клавіш-клапанів, подається пара під тиском.

## Історія
Запатентований Джошуа Стоддард 9 жовтня 1855 року, хоча повідомляється і про більш ранні зразки інструменту починаючи з 1832 року. 
У 1859 році інструмент був показаний в Лондоні, але в Європі Калліопа не отримала широкого розповсюдження. З 1900-х років багато Калліоп робилися з механізмом для автоматичного звуковидобування без участі виконавця, за зразком механічного піаніно або органу.
Спочатку призначалася для заміни церковних дзвонів, але найбільш часто використовувалася на пароплавах і в цирках для заманювання відвідувачів. У кінці XIX — початку XX століть Калліопи споруджувалися на більшості річкових прогулянкових пароплавів в США, кілька подібних судів збереглося до наших днів. Під час екскурсій на збережених кораблях виконуються музичні номери з використанням Калліопи, зокрема, паровий орган зберігся на пароплаві Delta Queen, спущеному на воду в 1926 році і нині включеному до реєстру Національних історичних пам'ятників США. Одне зі свідчень поширення інструменту на пасажирських судах можна знайти в першому звуковому фільмі Діснея «Пароплав Віллі», де Міккі Маус грає на Калліопі.
До другої половини XX століття функціонуючих інструментів зберіглося мало. Так, музиканти The Beatles для запису пісні «Being for the Benefit of Mr. Kite!» хотіли використовувати Калліопи, але їм не вдалося знайти жодної діючої моделі; тоді були взяті плівки із записом цього інструменту, нарізані на кілька відрізків, склеєні в довільному порядку і в такому вигляді вставлені в пісню . В силу специфічності звуковидобування, Калліопа не отримала великого поширення,але були виготовлені «компактні» зразки для домашнього використання.  Рідкісні екземпляри Калліопи стали експонатами музеїв і лотами інтернет-аукціонів.
У ХХІ ст. фірма «Miner Company» виробляє музичний пристрій, на основі каліопи, під зареєстрованим товарним знаком Tangley® Calliaphone®.